# نيت تايلور
نيت تايلور (بالإنجليزية: Nate Taylor)‏ هو منتج أفلام ومخرج أمريكي، ولد في 21 يناير 1976 في هانوفر في الولايات المتحدة.

## وصلات خارجية
- نيت تايلور على موقع IMDb (الإنجليزية)
- نيت تايلور على موقع أول موفي (الإنجليزية)
- نيت تايلور على موقع قاعدة بيانات الفيلم (الإنجليزية)
- نيت تايلور على موقع كينوبويسك (الروسية)